# Arikara

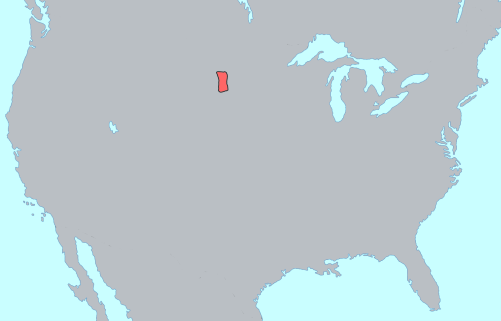
Localización de los actuales arikara.

Los arikara (también sahnish, arikaree o ree) son una tribu aborigen que habla una de las lenguas caddoanas (hoka-sioux), cuyo nombre proviene del pawnee «pariki» (cuerno), pero que  se hacían llamar «tanish» (los hombres).
Vivían en el curso superior del río Misuri, entre el río Cheyenne (Dakota del Sur) y Fort Berthold (Dakota del Norte). Actualmente comparten la reserva de Fort Berthold con los hidatsa y los mandan.

## Demografía
Hacia 1700 eran unas 4.000, posiblemente junto con omaha y mandan, ya que la expedición de Lewis y Clark en 1804 los cifró en 2.600, pero quedaron reducidos a 700 en 1860 y a 682 en 1950. Aumentaron a un millar en 1980, de los cuales 200 hablaban su lengua caddo, y posiblemente eran unos 2.000 en 1990.

## Costumbres
Se les consideraba expertos cultivadores de maíz, con el cual comerciaban para obtener carne y mantas. También cultivaban guisantes, calabazas, tabaco y girasol, trabajo encargado a las mujeres, mientras que los hombres cazaban uapitíes, ciervos y búfalos.  Asimilaron algunos elementos de las civilizaciones de las llanuras, pero eran sedentarios y conocidos como «comedores de maíz».
Vivían en ciudades semipermanentes de casas cubiertas de tierra y llevaban gorros de piel de nutria. Las actividades del poblado eran controladas con referencia a una maza sagrada que estaba en manos de un sacerdote. Este oficio y el cargo de caudillo tendía a mantenerse en posesión de unas pocas y primordiales familias. 
Los cargos más modestos se asociaban con la organización militar, la danza y las sociedades curativas, como la Hermandad del Bisonte. Junto con otras tribus de la llanura, practicaban la autotortura como prueba de virilidad en ceremonias tribales de la danza solar.

## Historia
Su pasado, como el de las otras tribus caddo, se relaciona con la cultura de los Mount Builders del curso bajo del río Misisipi. Se separaron de los skidi pawnee en el siglo XVIII, y emigraron hacia el Norte, a la región del curso superior del río Misuri, junto con los mandan e hidatsa.  En 1804, les visitó la expedición de Lewis y Clark, después de que por la Compra de Luisiana de 1803 su territorio pasara a soberanía de los EE. UU.
Hicieron resistencia a la conquista blanca. Una lucha contra los comerciantes que acabó con la muerte de 13 de ellos a manos de Pawnee y a
Arikara en 1823, y que dio como resultado la primera campaña norteamericana contra los indios. Además de la guerra, una epidemia de viruela en 1831 les redujo notablemente.
Por este motivo, en 1851 fueron al río Heart, y en 1860, junto con hidatses y mandans, a Fort Berthold, donde se federaron en 1870 y donde en 1885 fueron diseminados en granjas individuales. En 1950, la construcción de la presa Garrison y el hecho de encontrar petróleo en Willinston Basin les forzó a buscar un nuevo hogar.